# Murphy (Missouri)
Murphy és una concentració de població designada pel cens dels Estats Units a l'estat de Missouri. Segons el cens del 2000 tenia 9.048 habitants.

## Demografia
Segons el cens del 2000, Murphy tenia 9.048 habitants, 3.463 habitatges, i 2.489 famílies. La densitat de població era de 880 habitants per km².
Dels 3.463 habitatges en un 35,4% hi vivien nens de menys de 18 anys, en un 55,1% hi vivien parelles casades, en un 11,9% dones solteres, i en un 28,1% no eren unitats familiars. En el 22,1% dels habitatges hi vivien persones soles el 7% de les quals corresponia a persones de 65 anys o més que vivien soles. El nombre mitjà de persones vivint en cada habitatge era de 2,61 i el nombre mitjà de persones que vivien en cada família era de 3,05.
Per edats la població es repartia de la següent manera: un 26,5% tenia menys de 18 anys, un 8,8% entre 18 i 24, un 32,6% entre 25 i 44, un 22,3% de 45 a 60 i un 9,7% 65 anys o més.
L'edat mediana era de 35 anys. Per cada 100 dones de 18 o més anys hi havia 93,6 homes.
La renda mediana per habitatge era de 42.430 $ i la renda mediana per família de 48.060 $. Els homes tenien una renda mediana de 35.373 $ mentre que les dones 25.630 $. La renda per capita de la població era de 20.374 $. Entorn del 4,5% de les famílies i el 5,8% de la població estaven per davall del llindar de pobresa.

## Poblacions més properes
El següent diagrama mostra les poblacions més properes.